# Alphonse Henri d’Hautpoul

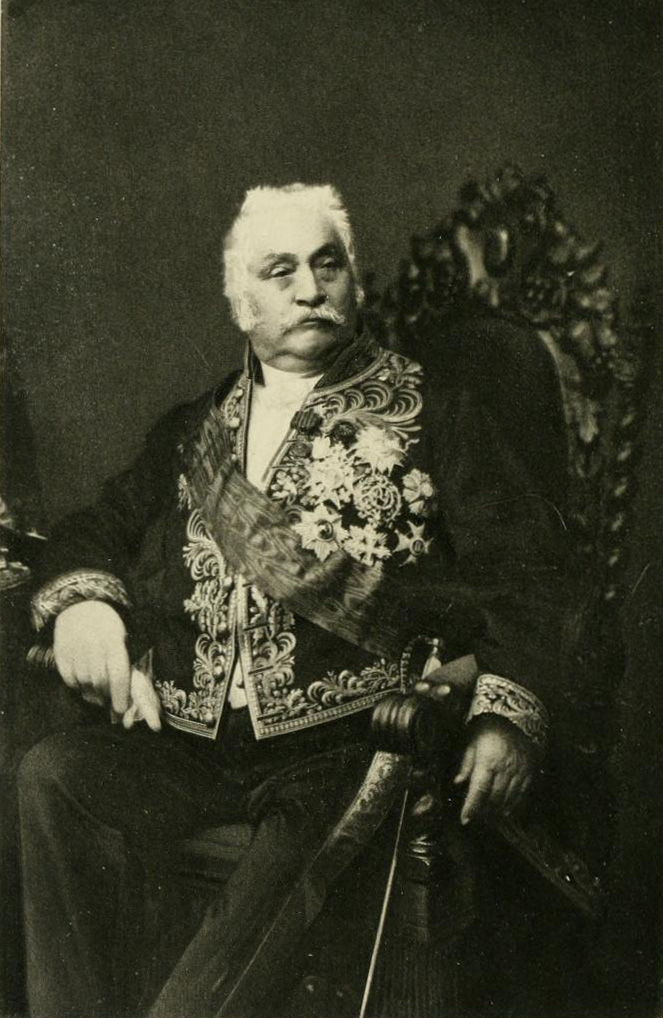
Foto von Alphonse Henri d’Hautpoul

Wappen der Familie d’Hautpoul

Alphonse Henri d’Hautpoul (* 4. Januar 1789 in Versailles; † 27. Juli 1865 in Saint-Papoul) war ein französischer General und Politiker und vom 31. Oktober 1849 bis zum 24. Januar 1851 während der Zweiten Französischen Republik Premierminister Frankreichs.

## Militärische Karriere
D’Hautpoul wurde 1789 in Versailles geboren und begann seine militärische Ausbildung an der Militärschule Saint-Cyr, einer der renommiertesten Militärschulen Frankreichs. Nach Abschluss seiner Ausbildung trat er als Sous-lieutenant in das 59. Infanterie-Regiment ein. Seine ersten bedeutenden militärischen Erfahrungen sammelte er während des Vierten Koalitionskriegs im deutschen Feldzug von 1806 und am polnischen Feldzug von 1807.
Im Jahr 1808 wurde d’Hautpoul nach Spanien versetzt, wo er im Rahmen des Spanischen Unabhängigkeitskrieges kämpfte. Seine Teilnahme an der Schlacht bei Salamanca 1812, einer der entscheidenden Konfrontationen dieses Krieges, endete für ihn mit einer schweren Verwundung und Gefangennahme. Erst im Mai 1814, nach fast zwei Jahren in Gefangenschaft, wurde er freigelassen.
Nach der Rückkehr Napoleons von Elba diente d’Hautpoul als Adjutant des Herzogs von Angoulême, Louis Antoine de Bourbon. Im Oktober 1815, nach der endgültigen Niederlage Napoleons, wurde er zum Colonel befördert und übernahm das Kommando über die Légion de l’Aude (4. Linienregiment). Diese Position markierte den Beginn seiner post-napoleonischen militärischen Karriere.
Im Jahr 1823 erhielt d’Hautpoul eine Beförderung zum Général de brigade und das Kommando über das 3. Infanterieregiment der königlichen Garde. In diesem Jahr nahm er auch an der Französischen Invasion in Spanien teil, einer militärischen Intervention Frankreichs zur Unterstützung des spanischen Königs, Ferdinand VII., gegen aufständische liberale Kräfte.
Im Jahr 1841, nach seiner Beförderung zum Général de corps d’armée, wurde d’Hautpoul nach Algerien entsandt, wo Frankreich seit 1830 eine Kolonie etabliert hatte. Seine Aufgaben in Algerien umfassten sowohl militärische Operationen als auch administrative Verantwortlichkeiten. Diese Periode war entscheidend für die Konsolidierung der französischen Kontrolle über das Gebiet.

## Politische Karriere
D’Hautpouls politische Karriere begann nach seiner militärischen Laufbahn. Nach den Napoleonischen Kriegen und seiner Dienstzeit in Spanien und Algerien wandte sich d’Hautpoul der Politik zu. Seine Erfahrungen und sein Ansehen als Militär verschafften ihm eine solide Grundlage für den Einstieg in die politische Arena Frankreichs.
Im Jahr 1830 wurde d’Hautpoul zum Abgeordneten für das Departement Aude gewählt, ein Amt, das er bis 1838 innehatte. Während seiner Zeit als Abgeordneter setzte er sich für die Interessen seiner Wähler ein und gewann an politischem Einfluss. Seine militärische Vergangenheit und sein Engagement in der Politik führten dazu, dass er 1841 zum Général de division befördert wurde und in den folgenden zwei Jahren in Algerien kämpfte.
Die bedeutendste Phase seiner politischen Karriere begann im Jahr 1849, als d’Hautpoul zum Kriegsminister ernannt wurde. Seine Amtszeit als Kriegsminister dauerte vom 31. Oktober 1849 bis zum 21. Oktober 1850. In dieser Funktion hatte er maßgeblichen Einfluss auf die Militärpolitik Frankreichs und war an wichtigen Entscheidungen beteiligt.
Am 31. Oktober 1849 übernahm d’Hautpoul das Amt des Premierministers von Frankreich, eine Position, die er bis zum 24. Januar 1851 innehatte. Während seiner Amtszeit als Premierminister navigierte er durch die politisch turbulente Zeit der Zweiten Republik. Er stand vor der Herausforderung, die unterschiedlichen politischen Lager zu vereinen und die Stabilität des Landes zu sichern. Seine Regierungszeit war geprägt von politischen Unruhen und Konflikten zwischen den Anhängern und Gegnern von Präsident Charles-Louis-Napoléon Bonaparte.
Nach seinem Rücktritt als Premierminister kehrte d’Hautpoul nach Algerien zurück, wo er bis Mai 1851 als Gouverneur général diente. Diese Position ermöglichte es ihm, weiterhin einen bedeutenden Einfluss auf die französische Kolonialpolitik. auszuüben.

## Vermächtnis
Alphonse Henri d’Hautpoul starb 1865 in Saint-Papoul und hinterließ ein komplexes politisches Vermächtnis. Als Premierminister während einer der unruhigsten Perioden der französischen Geschichte musste er sich mit den Herausforderungen einer sich wandelnden politischen Landschaft auseinandersetzen. Seine Fähigkeit, militärische Erfahrung und politisches Geschick zu vereinen, machte ihn zu einer Schlüsselfigur der französischen Politik des 19. Jahrhunderts. Seine Amtszeit fiel in eine Zeit des Übergangs und der politischen Unsicherheit, die durch den Aufstieg und Fall von Regierungen, revolutionäre Bewegungen und die schließlich erfolgte Etablierung des Zweiten Kaiserreichs unter Napoleon III. gekennzeichnet war.

## Auszeichnungen (Auswahl)
Alphonse Henri d’Hautpoul hat im Laufe seiner Karriere zahlreiche militärische und zivile Auszeichnungen erhalten. Diese spiegeln seine herausragenden militärischen und politischen Leistungen wider. Diese Liste gibt eine Auswahl seiner Auszeichnungen wieder:
- Grand-croix de la Légion d’honneur (Großkreuz der Ehrenlegion), 1861 (Ritter 1814; Offizier 1821; Kommandeur 1823; Großoffizier 1844)[1]
- Médaille militaire (Militärmedaille), 1852[2]
- Grand cordon de l’ordre de Léopold (Großes Ordensband (Großkreuz) des Leopoldsordens), 1850
- Chevalier de l’ordre royal et militaire de Saint-Louis (Ritter des königlichen und militärischen Ordens vom heiligen Ludwig), 1815